# Astorina
Astorina è una casa editrice milanese fondata nel 1961 in via Giacomo Leopardi 25 da Angela Giussani e dal marito Gino Sansoni, all'interno dell'abitazione familiare nonché sede della Casa Editrice Astoria, del solo Sansoni, co-fondatore ma mai gestore dell'attività.
Inizialmente l'Astorina pubblicava fiabe, una serie a fumetti statunitense, Big-Ben (da dicembre 1961), e giochi in busta, ma assume un ruolo rilevante con la pubblicazione da novembre 1962 di Diabolik, serie capostipite del genere del fumetto nero italiano che, chiuso Big-Ben già nel settembre 1963, diverrà per oltre sessant’anni la sua unica pubblicazione.
Successivamente spostata in viale Monte Grappa 2 (1965), in via Antonio Beretta 3 (1975), e in via Giovanni Boccaccio 32 (1992), dal 1999 è diretta da Mario Gomboli.